# نشانگان آشر
نشانگان آشر (به انگلیسی: Usher syndrome) یک بیماری ژنتیکی است که به‌علت جهش ژنی ایجاد شده و باعث چند معلولیت مهم ازجمله ناشنوایی، اختلال بینایی و نیز اختلال در تکلم افراد و اختلالات تعادلی می‌گردد. آنالیز مولکولی، وجود ژن‌هایی بر روی کروموزم‌های مختلف را در ارتباط با انواع این سندروم اثبات کرده‌است. برای این سندروم یا نشانگان هنوز درمانی پیدا نشده‌است. سندرم آشر نخستین‌بار توسط دانشمند یهودی چارلز آشر در جمعیت یهودیان وین شناسایی شد.

## علائم و انواع

سندرم آشر به ارث رسیده در یک الگوی مغلوب آوتوزومال.

این سندروم ازنظر کلینیکی و بالینی دارای هتروژنی بالایی است و گسترش آن در حدود یک در هر ده‌هزار مورد است بطوری‌که پنجاه درصد جمعیت نابینا و ناشنوا را به خود اختصاص می‌دهد.
سندرم آشر در الگوی ژنتیک با شرط مغلوب آوتوزومال به ارث می‌رسد. مغلوب بدین معنا که هر دو پدر و مادر دارای ژن مسبب سندرم باشند تا به فرزند ارث داده شود و اتوزومال یعنی ژن بر روی کروموزوم جنسی سوار نشده بلکه در یکی از ۲۲ جفت کروموزوم دیگر انسان وجود خواهد داشت.
نابینایی تدریجی در بیماران با التهاب شبکیه یا رتینیتیت آغاز می‌شود.
ممکن است فرد در ۳۰_۴۰ سالگی نابینا شود.
اختلال شنوایی مرتبط با سندرم آشر، آسیب سلول‌های حلزون گوش در گوش داخلی است که پیامهای الکتریکی را در رسیدن به مغز مهار می‌کند. کم شنوایی از نوعSNHLوhigh freqبوده و از بدو تولد یا به صورت تأخیری است.